# 拘捕令
拘捕令，又稱逮捕令，是一項法庭命令，用以指示執法人員及執達吏，去行使法例所授予的權力將有關人士拘捕及監禁，並確保盡快帶上法庭接受審訊。

## 民事程序下所發的拘捕令
拘捕令，在民事訴訟程序中亦有機會行使，就是當事人犯下藐視法庭的刑事罪行時，法官便會頒令將有關當事人拘捕，並帶上法庭接受審訊。
當然，除了口頭命令外，有關律師亦會草擬好命令，給予法官簽署，命令中亦會指示執達吏到當事人的住所將他拘捕，及交由懲教署人員看管，並盡快把當事人押送上法庭接受審訊。